# World Flora Online
World Flora Online (сокр. WFO, с англ. — «Мировая флора онлайн», «Флора мира онлайн», «Флора нашей планеты онлайн») — совместный энциклопедический интернет-проект, целью которого является создание базы таксономических данных (интернет-компендиума) обо всех современных (неископаемых) растительных таксонах. Создан консорциумом ведущих мировых ботанических институтов в рамках реализации «Обновленной цели № 1 Глобальной Стратегии сохранения растений на 2011—2020 годы» (Target 1 of the 2011—2020 Global Strategy for Plant Conservation) программы ООН Конвенция о биологическом разнообразии.
Проект является продолжением проекта The Plant List (с англ. — «Список растений»), который совместно разрабатывался в рамках реализации «Цели № 1 Глобальной Стратегии сохранения растений на 2002—2010 годы» (Target 1 of the 2002—2010 Global Strategy for Plant Conservation) программы ООН Конвенция о биологическом разнообразии. Стратегия подразумевала, что начинать работу по сохранению растений следует с составления списка всех известных на нашей планете растений («флоры») и обеспечения к нему свободного доступа, поскольку только в случае наличия такого списка возможно решать другие задачи Глобальной стратегии и заниматься мониторингом. Эта цель была достигнута в декабре 2010 года, когда был открыл доступ к The Plant List (версия 1.0). В конце 2013 года стала доступна версия 1.1 этого проекта — исправленная и дополненная (и ставшая последней).
Рабочая группа, которая начала заниматься разработкой проекта World Flora Online в 2012 году, состояла из представителей четырёх научных ботанических организаций, две из которых были разработчиками The Plant List — Королевские ботанические сады Кью (Великобритания) и Ботанический сад Миссури (США); кроме них, на начальном этапе разработкой WFO занимались Королевский ботанический сад Эдинбурга (Великобритания) и Нью-Йоркский ботанический сад (США). Запуск проекта состоялся в октябре 2012 года. Планировалось, что создание WFO будет завершено в 2020 году. Позже к проекту присоединились и другие участники, общее число организаций-участников в декабре 2024 года достигло 55.
На основе базы данных проекта WFO в мае 2021 года был запущен вебсайт WFO Plant List в качестве замены сайту The Plant List, обновление таксономической информации на котором было прекращено в 2013 году (последняя версия 1.1). Сайт WFO Plantlist представляет актуальную версию современной Классификации растений, а также более ранние, начиная с июля 2018 года